# Crônica de Nabucodonosor

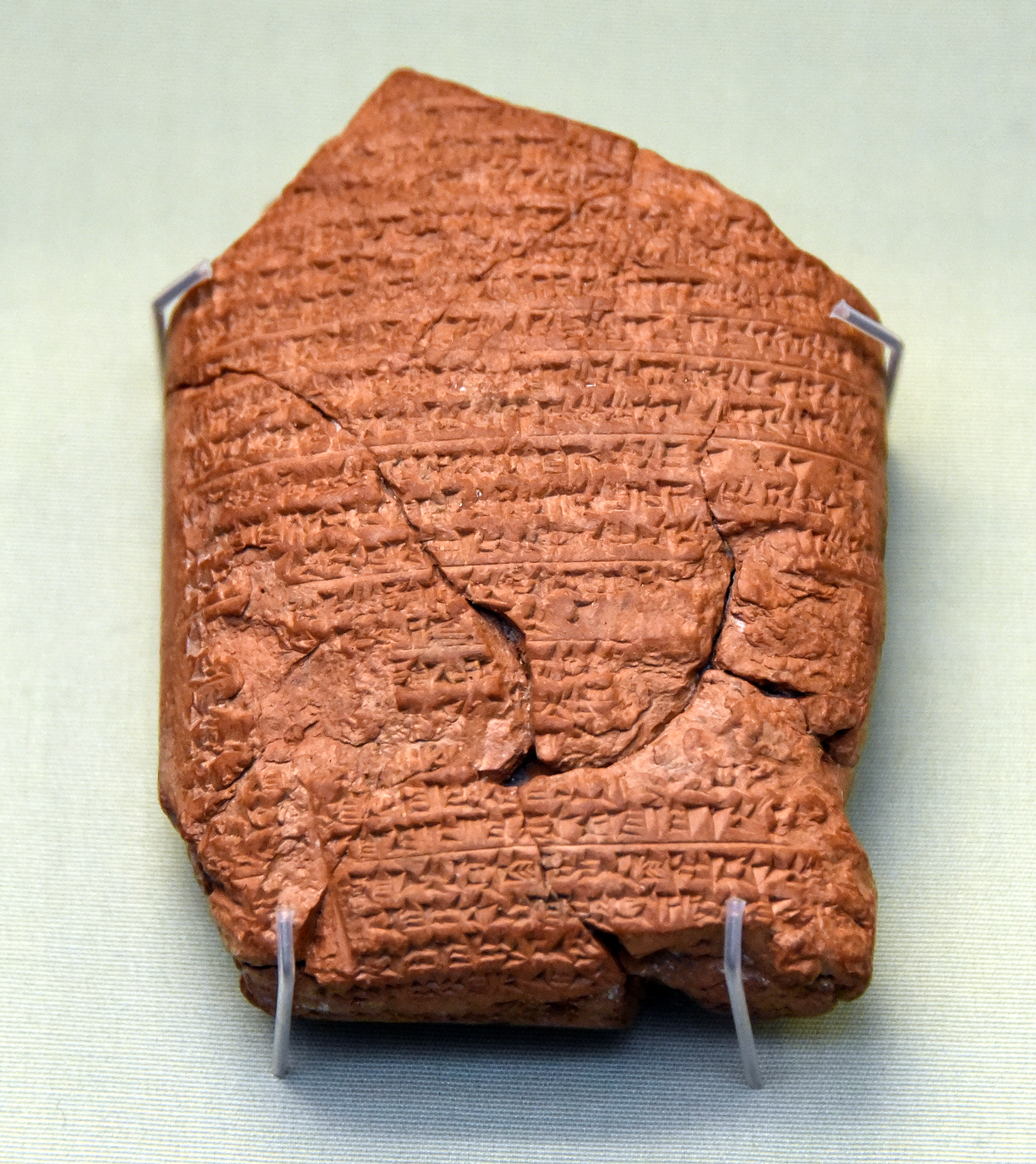
A inscrição cuneiforme nesta placa de argila destaca a conquista de Jerusalém por Nabucodonosor II e a rendição de Joaquim (Jeconias), rei de Judá, em 597 a.C.

Crônica de Nabucodonosor, também conhecida como Crônica de Jerusalém, é uma das séries de Crônicas Babilônicas e contém uma descrição dos primeiros onze anos do reinado de Nabucodonosor II. A tabuleta detalha as campanhas militares de Nabucodonosor no oeste e foi interpretada como uma referência tanto à Batalha de Carquemis quanto ao cerco de Jerusalém (597 a.C.). A tabuleta é numerada ABC5 no texto padrão de Grayson e BM 21946 no Museu Britânico .
É uma das duas Crônicas identificadas que se referem a Nabucodonosor e não abrange todo o seu reinado. O ABC5 é uma continuação da Crônica Babilônica ABC4 (Os Últimos Anos de Nabopolassar), onde Nabucodonosor é mencionado como o Príncipe Herdeiro. Como o ABC 5 só fornece um registro até o décimo primeiro ano de Nabucodonosor  a destruição e o exílio subsequentes registrados na Bíblia Hebraica como tendo ocorrido dez anos depois não são abordados nas crônicas ou em qualquer outro lugar do registro arqueológico.
Como acontece com a maioria das outras Crônicas Babilônicas, a tabuleta não tem proveniência, tendo sido comprada em 1896 por meio de um negociante de antiguidades de uma escavação desconhecida. Foi publicado pela primeira vez 60 anos depois, em 1956, por Donald Wiseman.

## Carquemis
A tabuleta afirma que Nabucodonosor "atravessou o rio para ir contra o exército egípcio que estava em Carquemis . Eles lutaram entre si e o exército egípcio se retirou diante dele. Ele conseguiu derrotá-los e espancá-los até a inexistência. Quanto ao resto do exército egípcio que havia escapado da derrota tão rapidamente que nenhuma arma os havia alcançado, no distrito de Hamate as tropas babilônicas os alcançaram e os derrotaram de modo que nenhum homem escapou para seu próprio país. Naquela época, Nabucodonosor conquistou toda a área de Hamate."

## Cerco de Jerusalém
A Crônica não se refere diretamente a Jerusalém, mas menciona uma "Cidade de Iaahudu", interpretada como "Cidade de Judá". A Crônica afirma:
No sétimo ano (de Nabucodonosor), no mês de Quisleu (novembro/dezembro), o rei da Babilônia reuniu seu exército e, depois de invadir a terra de Hati (Turquia/Síria), sitiou a cidade de Judá. No segundo dia do mês de Adar (16 de março), ele conquistou a cidade e fez o rei (Jeconias) prisioneiro. Ele instalou em seu lugar um rei (Zedequias) de sua própria escolha e, depois de receber um rico tributo, enviou-o para a Babilônia.

## Cronologia
A Crônica é entendida como confirmando a data do Primeiro Cerco de Jerusalém. Antes da publicação das Crônicas Babilônicas por Donald Wiseman em 1956, Thiele havia determinado a partir dos textos bíblicos que a captura inicial de Jerusalém por Nabucodonosor ocorreu na primavera de 597 a.C., enquanto outros estudiosos, incluindo Albright, dataram o evento com mais frequência em 598 a.C.
Não há fontes extrabíblicas para o Segundo Cerco de Jerusalém, que foi datado de 587 a.C. A data foi definida comparando as evidências da Crônica com as datas fornecidas no Livro de Ezequiel em conexão com o ano do cativeiro de Jeconias (ou seja, a primeira queda de Jerusalém).